# Driouch (provincie)
Driouch (Berbers: ⴷⵔⵉⵡⴻⵛ)  is een provincie in de Marokkaanse regio Oriental.
Driouch telt 213.734 inwoners op een oppervlakte van 2867 km².
De hoofdstad van de provincie is de gelijknamige stad Driouch.

## Bestuurlijke indeling
| Naam           | Postcode   | Type          | Huishoudens | Populatie (2014) |
| -------------- | ---------- | ------------- | ----------- | ---------------- |
| Driouch        | 381.03.09. | Municipality  | 5183        | 32.983           |
| Midar          | 381.09.13. | Municipality  | 3155        | 15.021           |
| Ben Taieb      | 381.09.03. | Rural commune | 3928        | 14.257           |
| Temsamane      | 381.09.25. | Rural commune | 2928        | 13.920           |
| Trougout       | 381.09.27. | Rural commune | 1745        | 11.458           |
| Ijermaouas     | 381.09.11. | Rural commune | 1789        | 7.540            |
| Ain Zohra      | 381.03.01. | Rural commune | 1754        | 10.601           |
| Ait Mait       | 381.03.03. | Rural commune | 1224        | 5.613            |
| Ouled Aissa    |            | Rural commune | 1038        | 5.977            |
| Dar el Kebdani | 381.03.07. | Rural commune | 2023        | 9.911            |
| Oulad Boubker  | 381.03.11. | Rural commune | 915         | 8.054            |
| Tazaghine      | 381.03.13. | Rural commune | 910         | 4.323            |
| Azlaf          | 381.09.01. | Rural commune | 1004        | 4.919            |
| Bni Marghnine  | 381.09.05. | Rural commune | 1416        | 6.263            |
| Boudinar       | 381.09.07. | Rural commune | 1957        | 9.863            |
| Iferni         | 381.09.09. | Rural commune | 1356        | 6.365            |
| M'Hajer        | 381.09.15. | Rural commune | 619         | 9.386            |
| Ouardana       | 381.09.17. | Rural commune | 1242        | 7.120            |
| Oulad Amghar   | 381.09.19. | Rural commune | 1005        | 6.010            |
| Tafersite      | 381.09.21. | Rural commune | 2005        | 9.133            |
| Talilit        | 381.09.23. | Rural commune | 1115        | 5.208            |
| Tsaft          | 381.09.29. | Rural commune | 1786        | 9.578            |

Ben Slimane · Khouribga · Settat · El Jadida · Safi · Boulmane · Fez · Moulay Yacoub · Sefrou · Kénitra · Sidi Kacem · Casablanca · Médiouna · Mohammedia · Nouaceur · Assa-Zag · Guelmim · Tan-Tan · Tata · Boujdour · Es-Semara · Lâayoune · Al Haouz · Chichaoua · Essaouira · Kelâat Es-Sraghna · Marrakech · Al Ismaïlia · El Hajeb · Errachidia · Ifrane · Khénifra · Meknès · Berkane · Figuig · Jerada · Driouch · Nador · Oujda-Angad · Taourirt · Aousserd · Oued ed Dahab · Khémisset · Rabat · Salé · Skhirat-Témara · Agadir-Ida-Ou-Tanane · Inezgane-Aït Melloul · Chtouka-Aït Baha · Ouarzazate · Taroudant · Tiznit · Zagora · Azilal · Béni-Mellal · Chefchaouen · Fahs-Bni Mkada · Larache · Tanger-Asilah · Tétouan · Al Hoceima · Taounate · Taza